# Національний парк Апусені
Національний парк Апусені, також Національний парк Західні Румунські гори (рум. Parcul Natural Apuseni) — ландшафтний парк в Румунії, у Західних Румунських горах (румунською Апусені). Розташований на кордоні повітів Алба, Біхор, Клуж.

## Розташування
Національний парк Апусені знаходиться у центрально-північно-західній частині Західних Румунських гір, він простягається між хребтом Біхор на півдні й горою Владеаса на півночі, на адміністративній території повітів Алба (28 % території), Біхор (32 %), Клуж (40 %). В межах національного парку розташовані 16 комун з загальною кількістю 53 населених пункти й 3 дачних селища (Бога, Фантанеле й Вартоп) та частково включає в себе територію ще 8 населених пунктів.

## Історія
Розташовану в самому серці Трансільванії, і відносно недалеко від міста Клуж-Напока, старого університетського центру, частину Західних Румунських гір, що входить до природного парку Апусені, відвідували з науковою метою і вивчали з часів Австро-Угорської імперії.
Найперші описи туристичних маршрутів в цьому районі були описані і визначені на початку 1900-х років невтомним мандрівником по Західних Румунських горах Чараном Дьюла (рум., угор. Czárán Gyula).
Перші пропозиції щодо створення парку в цьому районі належать Емілю Раковіці, який на першому з'їзді натуралістів в Румунії в квітні 1928 року дав зрозуміти мету і завдання створення великої охоронної території в горах Апусені. У 1950-х роках, внаслідок інших важливих відкриттів у дослідженні ендокарста, геолог і географ Марсіан Блеаху (рум. Marcian Bleahu) зробив кроки для створення охоронної зони.
Дослідження на території майбутнього парку продовжувалися після 1950-х років низкою вченних.
У 1970-х роках було підготовлено першу наукову документацію для створення парку, складена перша карта, в якій було зазначено, що ця територія входить до числа останніх природних районів карстових лісів у таких розмірах у Європі.
Першим нормативним актом, за яким парк вперше оголошувався «Національним парком Апусені», був наказ міністра 7/1990 року, а після десяти років — Закон 5/2000 про територіальне планування, де у розділі III «Заповідні території» він згадується як «Природний парк Апусенські гори».
У 1992 році у місті Клуж-Напока було створено Інститут біологічних досліджень і тоді ж було остоточно прийнято рішення щодо створення парку.
Рішенням Уряду 230/2003 встановлено межі «Природного парку Апусені» площею 75784 га, а з 2004 року створено адміністрацію природного парку Апусені як підрозділ Національної дирекції лісового господарства, тоді було підписано договір про управління парком між Державним управлінням лісового господарства та Міністерством охорони навколишнього середовища та водних ресурсів.

## Флора
В межах національного парку Апусені виділяється три висотних поясаи, в яких росте рослинність — альпійські луки, хвойні ліси, широколистяні ліси. Хвойні ліси добре розвинені між висотами 1200 й 1600 м. Тут ростуть переважно ялина європейська, ялиця біла, а також зрідка трапляються модрина європейська і тис ягідний. У широколистяних лісах ростуть бук лісовий, граб звичайний, явір, в'яз шорсткий, ясен звичайний, черешня, клен польовий, береза повисла, горобина звичайна, верба козяча, горіх волоський тощо.
Особливістю карстових плит в Апусенських горах внаслідок теплових інверсій є райони, де хвойна рослинність зникає зовсім, замінюючись буковими лісами, які безпосередньо переходять у гірські луки.
Межа між хвойними й широколистяними лісами проходить на вистах 600—1300 м, залежно від рельєфу й мікроклімату.

## Фауна
На території парку зібрано й описано багато нових для науки видів безхребетних, багато з яких є ендеміками Західних Румунських гір. Деякі види безхребетних трапляються лише в одній або двох печерах.
Хребетні тварини представлені на території парку різноманітними видами риб, земноводних, плазунів, ссавців. В річці Арієш та її притоках водиться пструг Salmo trutta fario, пструг райдужний, палія американська (Salvelinus fontinalis), харіус європейський, бабець європейський, мересниця річкова, променепері риби виду Barbus meridionalis petenyi, марена звичайна, підуст звичайний, слиж європейський, головень європейський, щипавка Cobitis taenia taenia, плітка виду Rutilus rutilus carpathorossicus. Два зі згаданих видів були інтродуковані людиною — палія американська й пструг райдужний. З земноводних тут розповсюджені саламандра вогняна, кумка жовточерева, тритон гірський, тритон гребінчастий, підвид тритона звичайного Triturus vulgaris ampelensis. Плазуни представлені такими видами як гадюка звичайна, ящірка мурова, ящірка живородна, підвид веретільниці ламкої Anguis fragilis colchicus, мідянка звичайна, полоз ескулапів.
На території парку водиться багато видів птахів, в тому числі хижі, що перебувають під охороною.
Великі ссавці представлені добре збереженими популяціями таких видів як вовк, рись євразійська, сарна європейська, олень благородний, кабан дикий тощо. З хижаків водяться також кіт лісовий, тхір лісовий, видра річкова. Тут водиться також бурий ведмідь, популяція якого оцінюється у 21 особину, що вважається фахівцями меншою за ту, яку може підтримувати екосистема.
Невеликі савці представлені 10 видами.